# Nahum Golan
Nahum Golan (ur. 1915; zm. 1991) – izraelski dowódca wojskowy w stopniu generał brygadier (tat alluf), oficer dyplomowany Sił Obronnych Izraela.

## Młodość
Nahum urodził się w mieście Gera, położonym wówczas w Cesarstwie Niemieckim. Był drugim dzieckiem Jakuba i Sary Spiegel. Otrzymał tradycyjne wykształcenie żydowskie oraz ukończył gimnazjum w Gera. Był mocno zaangażowany w działalność syjonistyczną. Z tego powodu w 1932 roku przerwał naukę i rozpoczął naukę zawodu murarza, aby przygotować się do pracy w Ziemi Izraela. W 1935 roku wyemigrował do Mandatu Palestyny.

## Służba wojskowa

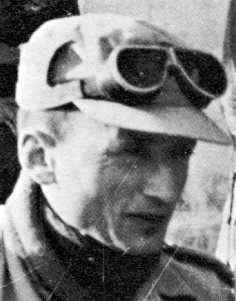
Nahum Golan, 1948 r.

Gdy w 1936 roku wybuchło arabskie powstanie w Palestynie, Nahum wstąpił do oddziałów Policji Żydowskich Osiedli (hebr. משטרת היישובים העבריים, Mishteret HaYishuvim HaIvriyim; ang. Jewish Settlement Police). Przeszedł wówczas wojskowe szkolenie brytyjskiej armii. Równocześnie dowództwo żydowskiej organizacji paramilitarnej Hagana przystąpiło do reorganizacji swoich sił, które wzorem żydowskich jednostek policyjnych służących brytyjskim władzom mandatowym, zmieniły taktykę działania z defensywnej na bardziej ofensywną. Nowa strategia działania polegała na patrolowaniu okolicy żydowskich osiedli i nie czekaniu na kolejną napaść, lecz prowadzenie działalności rozpoznawczej, aby w wyprzedzającym ataku odeprzeć arabski gang. W tym celu utworzono Jednostki Mobilne (hebr. הנודדות, HaNodedot). Były to małe jednostki operacyjne, prowadzące nocne działania poza terenem żydowskich osiedli. Za namową Jicchaka Sadego, Nahum Spiegel wstąpił do Jednostek Mobilnych Hagany. Gdy wybuchła II wojna światowa Sadeh usiłował go namówić do wstąpienia do kompanii szturmowych Palmach, jednak Nahum zaciągnął się do brytyjskiej Brygady Żydowskiej. Przez pięć lat służył w brytyjskiej armii w Europie, z czego jeden rok w obozie dla Żydów ocalonych z Holocaustu.
Po powrocie do Mandatu Palestyny zamieszkał w kibucu Kefar Szold i nie chciał przyłączać się do Hagany. Planował poświęcić się pracy i budowie osiedli żydowskich w Galilei. Jednak podczas wojny domowej w Mandacie Palestyny w dniu 9 stycznia 1948 roku oddział około 200 arabskich ochotników z Arabskiej Armii Wyzwoleńczej wkroczył z Syrii na terytorium Mandatu Palestyny i zaatakował kibuc Kfar Szold. Brytyjscy żołnierze połączyli wówczas swoje siły z lokalnymi członkami żydowskiej Hagany, i wspólnie odparli atak zabijając 25 napastników. Po tym wydarzeniu Nahum powrócił do Hagany i wstąpił do Brygady Golani. Od lutego 1948 służył jako oficer operacyjny brygady, a od lipca był dowódcą brygady. Uczestniczył w wielu operacjach podczas I wojny izraelsko-arabskiej. Ze swojej sympatii do brygady zmienił nazwisko na Golani.
W 1950 roku przeszedł do rezerwy i powrócił do kibucu. Wziął udział w Kryzysie sueskim w 1956 roku, wojnie sześciodniowej w 1967 roku, i wojnie Jom Kipur w 1973 roku.
Zmarł w 1991 roku w wieku 76 lat. Został pochowany w kibucu Kefar Szold.